# Campionati del mondo di ciclocross 2017 - Gara femminile Elite
La diciannovesima edizione della gara femminile Elite dei Campionati del mondo di ciclocross 2017 si svolse il 28 gennaio 2017 con partenza ed arrivo da Bieles in Lussemburgo, su un percorso totale di 15,55 km. La vittoria fu appannaggio della belga Sanne Cant, la quale terminò la gara in 43'06", alla media di 21,65 km/h, precedendo l'olandese Marianne Vos e la ceca Kateřina Nash terza.
Presero il via 43 cicliste provenienti da 16 nazioni, 37 completarono la gara.

## Squadre partecipanti
| N. | Cod. | Squadra       |
| -- | ---- | ------------- |
| 6  | USA  | Stati Uniti   |
| 5  | BEL  | Belgio        |
| 4  | NLD  | Paesi Bassi   |
| 3  | CAN  | Canada        |
| 3  | FRA  | Francia       |
| 3  | GBR  | Gran Bretagna |
| 3  | JPN  | Giappone      |
| 3  | LUX  | Lussemburgo   |

| N. | Cod. | Squadra   |
| -- | ---- | --------- |
| 2  | AUS  | Australia |
| 2  | CZE  | Cechia    |
| 2  | DEN  | Danimarca |
| 2  | ESP  | Spagna    |
| 1  | GER  | Germania  |
| 2  | ITA  | Italia    |
| 1  | POL  | Polonia   |
| 1  | SUI  | Svizzera  |

## Classifica (Top 10)
| Pos. | Corridore         | Squadra       | Tempo   |
| ---- | ----------------- | ------------- | ------- |
| 1    | Sanne Cant        | Belgio        | 43'06"  |
| 2    | Marianne Vos      | Paesi Bassi   | a 1"    |
| 3    | Kateřina Nash     | Cechia        | a 21"   |
| 4    | Lucinda Brand     | Paesi Bassi   | s.t.    |
| 5    | Maghalie Rochette | Canada        | a 36"   |
| 6    | Eva Lechner       | Italia        | a 53"   |
| 7    | Christine Majerus | Lussemburgo   | a 1'21" |
| 8    | Ellen Van Loy     | Belgio        | a 1'25" |
| 9    | Nikki Brammeier   | Gran Bretagna | a 1'31" |
| 10   | Kaitlin Antonneau | Stati Uniti   | a 1'46" |